# 園木登
園木 登（そのき のぼる、1901年（明治34年）8月16日 - 1962年（昭和37年）12月23日）は、大正から昭和期の官吏、農業協同組合指導者、政治家。参議院議員（1期）。

## 経歴
熊本県鹿本郡山東村大字小野（植木町大字小野を経て現熊本市北区）で生まれる。1914年（大正3年）3月、山東小学校を卒業し、同年4月、熊本県立中学済々黌（現熊本県立済々黌高等学校）に入学したが、1915年（大正4年）9月、肋膜炎となり同校を退学。その後回復して家業の農業に従事した。
1922年（大正11年）11月、朝鮮総督府官吏となり、1931年（昭和６年）6月まで在任。同年11月、満州国官吏に任官し新京警察署に赴任。1937年（昭和12年）10月、満州国官吏を辞任し、同年11月、北京の北支派遣軍嘱託となり特務部総務課に配属。1939年（昭和14年）3月、北支派遣軍嘱託を辞し、同年4月、山東省青島特別市政府官吏に転じ特務機関の仕事に従事。1943年（昭和18年）3月、市政府官吏を辞任し、同年4月、青島国立競馬会理事に就任。1945年（昭和20年）4月、陸軍補充兵として現地召集され二等兵として終戦を迎えた。戦後、戦犯容疑者として軟禁されたが、1946年（昭和21年）8月に釈放され帰国。故郷に戻り農業に従事した。
1948年（昭和23年）8月、山東村農業協同組合長に就任し、同年9月、熊本県販売農業協同組合連合会監事となり、さらに農業委員に当選。その後、同県販売農業協同組合連合会理事、同県販購農業協同組合連合会専務理事、同会長、同県農業協同組合中央会理事、同県農業会議議員、全国農業協同組合共済連合会理事、東亜農薬社長、全購買農業協同組合連合会専務、同副会長、北海農機取締役、家の光協会理事、養鶏中央協議会理事、日本科学飼料協会理事、日本国際酪農連盟理事、組合貿易連合監査役、コープ食品取締役などを務めた。
1961年（昭和36年）12月、自由民主党に入党。1962年（昭和37年）7月の第6回参議院議員通常選挙に熊本県地方区から自民党公認で出馬して当選。同月、全購買農業協同組合連合会副会長を辞し非常勤理事に就任。同年12月、東京大学医学部附属病院で死去し参議院議員に1期在任した。死没日をもって勲四等瑞宝章追贈、従五位に叙される。

## 伝記
- 坂田大『園木登評伝』坂田情報社、1964年。